# Liolaemus sagei
Liolaemus sagei — вид ігуаноподібних ящірок родини Liolaemidae. Ендемік Аргентини.

## Поширення і екологія
Liolaemus sagei відомі з кільком місцевостей, розташованих в провінції Неукен. Вони живуть в степах Патагонії, порослих невисокими чагарниками. Зустрічаються на висоті від 1000 до 1300 м над рівнем моря. Відкладають яйця.